# Paradelta quadralis
Paradelta quadralis är en fjärilsart som beskrevs av Barnes och Mcdunnough 1918. Paradelta quadralis ingår i släktet Paradelta och familjen nattflyn. Inga underarter finns listade i Catalogue of Life.